# SERCA
Malote SERCA é o serviço de coleta, transporte e entrega de malotes, oferecido pelos Correios, ideal para remeter objetos de correspondências do dia-a-dia de uma empresa entre as suas unidades localizadas em diferentes pontos do território nacional. 
É bastante utilizado por empresas que necessitam trocar correspondências internas diariamente e que preferem terceirizar esse tipo de serviço, por uma maior comodidade, agilidade e menor custo para a organização.